# 丹尼丝·刘易斯
丹尼丝·刘易斯女爵士，DBE（英語：Dame Denise Lewis，1972年8月27日—），英国女子田径运动员。她曾代表英国参加1996年、2000年和2004年夏季奥林匹克运动会田径比赛，获得一枚金牌和一枚铜牌。